# Uría Menéndez
Uría Menéndez Abogados, S. L. P. es un bufete de abogados internacional con sede en Madrid, España. Fundado en 1946 y con una facturación de 243 millones de euros, es uno de los despachos más importantes de España, siendo el tercer despacho por cifra de negocios según El País y el primero según The Legal 500. En junio de 2025, y por noveno año consecutivo, fue elegido mejor despacho en España en los Premios Expansión Jurídico. . Es también el despacho español con más bandas 1 en sus distintas áreas de práctica, según el ranking de Chambers and Partners. 
En España, la firma destaca en muchas áreas del derecho, incluido arbitraje internacional, Competencia y Derecho de la Unión Europea, Derecho concursal, Derecho penal de los negocios, Derecho procesal y Derecho público.
Cuenta con oficinas en Barcelona, Bilbao, Bogotá, Ciudad de México, Lima, Lisboa, Londres, Madrid, Nueva York, Oporto, Pekín, Santiago de Chile y Valencia y una plantilla de más de 600 abogados.

## Historia
En el año 1946, Rodrigo Uría González, catedrático de derecho mercantil en la que hoy en día es la Universidad Complutense de Madrid, abrió un despacho jurídico-mercantil con el que participó, junto a Aurelio Menéndez Menéndez, en el equipo de abogados que defendieron los intereses españoles en el caso “Barcelona Traction”, que duró varios años y terminó en el Tribunal Internacional de La Haya, con desenlace favorable para el equipo de Rodrigo Uría y Aurelio Menéndez. Más tarde en el tiempo, en el año 1973, Rodrigo Uría González, su hijo Rodrigo Uría Meruéndano y Aurelio Menéndez Menéndez, se asociaron para formar el despacho jurídico Uría & Menéndez.
En 1978, Rodrigo Uría Meruéndano fue nombrado director del despacho y este empezó su expansión fuera de la ciudad de Madrid, con la apertura de la primera oficina exterior en Barcelona de la mano de Charles Coward, socio estadounidense que Meruéndano había conocido durante una estancia laboral en la ciudad de Nueva York.

## Conexiones internacionales
Uría Menéndez forma parte de la red europea de firmas de abogados denominada ‘Mejores Amigos’ (Best friends Group) de la cual también hacen parte otras firmas renombradas y líderes en sus jurisdicciones: Slaughter and May (GB), Bredin Prat (Francia), Hengeler Mueller (Alemania) y BonelliErede (Italia).